# Ypiranga Football Club
Ypiranga Football Club é um clube de futebol brasileiro, sediado na cidade de Porto Alegre, no estado do Rio Grande do Sul.

## História
O Ypiranga foi fundado em 15 de março de 1917, sendo criado à sombra de uma figueira situada na esquina das ruas Monsenhor Veras e São Luís, no bairro Santana.
Em 1922, conquistou a Taça da Independência. Em 1934, foi campeão invicto nos três quadros no qual disputara pela Associação Porto Alegrense de Foot-Ball (APAF). Em 1944, conquistou dois torneios, sendo uma Taça Dia da Bocha e uma Taça no Torneio de Encerramento. E, ainda neste ano, foi um dos fundadores da Federação Riograndense de Bocha.
Em 1954, sagrou-se campeão amador de futebol de campo. Já em 1962, conquistou o Campeonato Porto-alegrense de futebol de salão da Divisão de Acesso. Em 1964, conquistou o vice-campeonato da primeira divisão de futebol de salão, mesma colocação conseguida em 1965 neste esporte, só que na categoria de veteranos.
O Ypiranga, com sua sede social própria hoje na Av. Princesa Isabel n° 795, conta atualmente com aproximadamente 450 associados, que atuam em diversas modalidades esportivas amadoras disputadas na cidade, entre elas, futebol de salão, bocha, tênis de mesa, futebol de campo e futebol de mesa.